# Digitaria bonplandii
Digitaria bonplandii är en gräsart som beskrevs av Johannes Jan Theodoor Henrard. Digitaria bonplandii ingår i släktet fingerhirser, och familjen gräs. Inga underarter finns listade i Catalogue of Life.